# Aartsbisdom Mbandaka-Bikoro

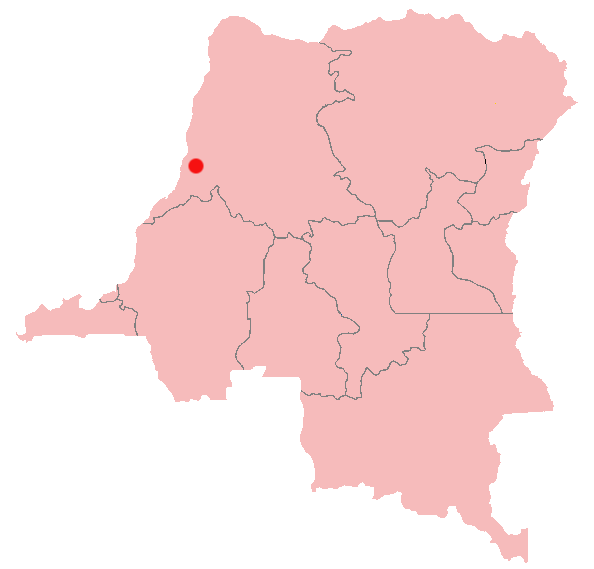
Mbandaka

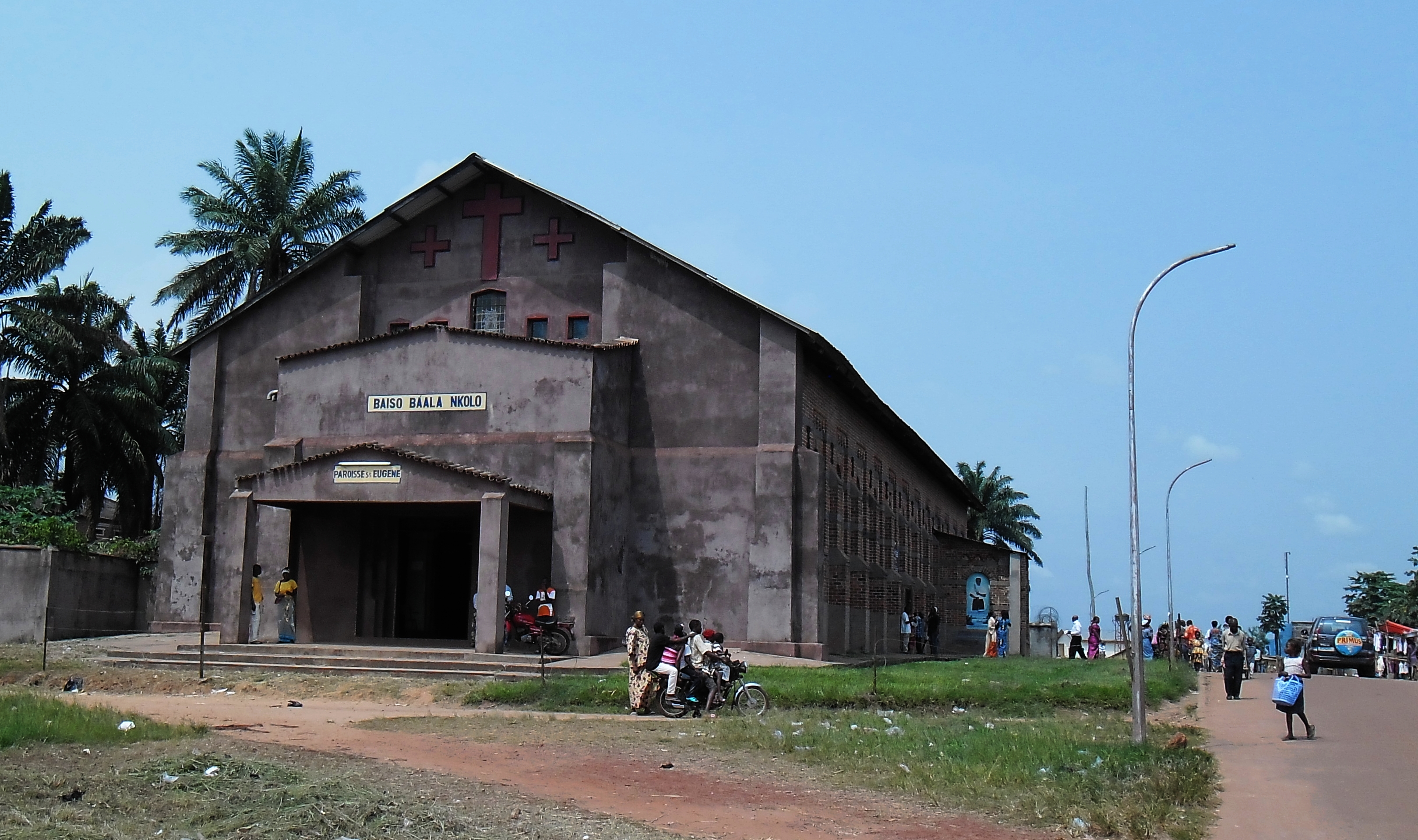
Kathedraal Sint-Eugène, Mbandaka

Het Aartsbisdom Mbandaka-Bikoro (Latijn: Archidioecesis Mbandakana-Bikoroensis) is een van de 47 rooms-katholieke bisdommen in Congo-Kinshasa. De aartsbisschop van Mbandaka-Bikoro staat als metropoliet aan het hoofd van de kerkprovincie Mbandaka-Bikoro, een van de zes kerkprovincies in Congo-Kinshasa. Het aartsbisdom telt 1.141.000 inwoners, waarvan 52,4% katholiek is, verspreid over 34 parochies. Er zijn 94 priesters en 150 religieuzen.(cijfers van 2013) Het aartsbisdom telt 6 suffragane bisdommen. De oorsprong is de apostolische prefectuur Tsuapa, opgericht in 1924. Dit werd de apostolische prefectuur Conquilhatstad in 1926, nadien (1932) apostolisch vicariaat en aartsbisdom (1959). 

## Bisschoppen en aartsbisschoppen
- Eduard Van Goethem, M.S.C. (1924-1946)
- Hilaire Marie Vermeiren (1947-1963)
- Pierre Wijnants (1964-1977)
- Frédéric Etsou-Nzabi-Bamungwabi (1977-1990)
- Joseph Kumuandala Mbimba (1991-2016)
- Fridolin Ambongo Besungu, O.F.M. Cap. (2016-2018)
- Ernest Ngboko Ngombe, C.I.C.M. (2019-heden)